# Национальная администрация по охране государственных тайн
Национальная администрация по охране государственных тайн КНР (кит. упр. 中共中央 保密 委员会 办公室, пиньинь Zhonggong Zhongyang bǎomì Weiyuan huìbàn gōngshì) — орган Государственного совета КНР, который отвечает за защиту государственной тайны. Наряду с государственным органом по защите государственных тайн, в КНР также существует аналогичный партийный орган — «Центральный комитет по защите государственной тайны», подчинённый Центральному комитету Коммунистической партии Китая. В особых административных районах Китая — Гонконге и Макао — действует своя система классификации и защиты секретной информации.

## Классификация секретной информации в КНР
Согласно законодательству КНР, секретные сведения могут быть отнесены к одной из трех категорий:
- «Совершенно секретно» (绝密). Определяется как «жизненно важные государственные секреты, раскрытие которых может причинить очень серьезный ущерб государственной безопасности и национальным интересам»;
- «Высокая секретность» (机密): Определяется как «важные государственные тайны, раскрытие которых может нанести серьезный ущерб государственной безопасности и национальным интересам»;
- «Секретно» (秘密). Определяется как «обычные государственные тайны, разглашение которой может нанести вред государственной безопасности и национальным интересам».[2]